# 西村雅彥
西村雅彥（1960年12月12日—，目前現行日文藝名為「西村まさ彦」），日本男演員，出身於富山縣富山市。曾就讀富山縣立富山商業高等學校，東洋大學社會學部肄業，後畢業於東京寫真專門學校。曾加入劇團文化座、東京Sunshine Boys。以演出古畑任三郎系列裡「今泉慎太郎」一角而有相當高的知名度。之後以參與電視劇演出為事業中心。
1997年以心情直播，不NG（ラヂオの時間）獲得第21回日本電影金像獎最佳男配角。

## 演出

### 舞台劇
- 1979（1994年5-6月，ナイロン100℃劇團）
- 笑之大學（1996年）
  - 笑之大學（1998年，重新出演）
- ラ・テラス（2001年）
- カルテ（2002年）
- エデンの南（2002年）
- 音樂劇 兵士的物語（2003年）
- Wブッキング（2003年）
- GOOD（2004年）
- ドレッサー（2005年）
- 初仕事納め（2006年）
- 歌の翼にキミを乗せ－ロクサーヌに捧げるハイネの詩－（2007年）
- コースター（2007年）
- どんまいマインド（2008年）
- ナンシー（2010年）
- 90ミニッツ（2011年預定上演）

### 電視劇
- やっぱり猫が好き殺人事件（1990年，富士電視台）
- 女鼠小僧（女ねずみ小僧）（1990年，富士電視台）
- 活得比你好（振り返れば奴がいる）（1993年，富士電視台）
- 永不放棄（チャンス!）（1993年，富士電視台）- 飾 吉野矢太郎
- 淘氣乖乖女（じゃじゃ馬ならし）（1993年7月～9月，富士電視台）
- 夏子的酒（夏子の酒）（1994年，富士電視台）
- 古畑任三郎系列（古畑任三郎シリーズ）（富士電視台）- 飾 今泉慎太郎
  - 警部補 古畑任三郎（1994年，第一部）
  - 古畑任三郎（1996年，第二部）
  - 巡査・今泉慎太郎番外篇（1996年）
  - 古畑任三郎（1999年，第三部）
  - 巡査・今泉慎太郎番外篇 大空的怪事件（2004年）
  - 古畑任三郎 Final（2006年）
- 總有一天等到你（グッドモーニング）（1994年，富士電視台）- 飾 神谷利彥
- 鍵師2 （1994年，富士電視台）
- 百萬保母（ヘルプ!）（1995年，富士電視台）
- 世界奇妙物語 （世にも奇妙な物語シリーズ）（富士電視台）
  - 世界奇妙物語 1995年冬季特別篇「そのボタンを押すな」
  - 世界奇妙物語 1996年冬季特別編「先生の『あんなこと』」-　飾 加藤喜一
  - 世界奇妙物語 1997年春季特別篇「私に似た人」-　飾 日向雄二
  - 世界奇妙物語 1998年春季特別篇「くしゃみ」
  - 世界奇妙物語 2003年春季特別篇「超税金対策殺人事件」-　飾 樋口円
  - 世界奇妙物語 2007年秋季特別篇「48%の恋」-　飾 試驗官天使
  - 世界奇妙物語 2009年秋季特別篇  ｢理想のスキヤキ｣-　飾 正一
- 奇蹟餐廳（王様のレストランシリーズ）（富士電視台） - 飾 水原範朝
  - 奇蹟餐廳（1995年4月～7月）
  - 奇蹟餐廳特別篇SP（1995年）
- 光輝的鄰太郎（輝け隣太郎）（1995年10月～12月，TBS）- 飾 山梨浩平
- 戀愛夢想家（まだ恋は始まらない）（1995年10月～12月，富士電視台） - 擔任旁白
- 竜馬におまかせ!（1996年4月～6月，日本電視台）- 飾 清河八郎
- NHK大河劇（NHK）
  - 秀吉（1996年） - 飾 德川家康
  - 真田丸（2016年） - 飾 室賀正武（日语：室賀正武）
  - 麒麟來了（2020年）- 飾 明智光安
  - 豈有此理〜蔦重繁華如夢故事〜（2025年）- 飾 西村屋與八
- 教練（コーチ）（1996年，7月～9月，富士電視台）
- 別叫我總理（総理と呼ばないで）（1997年，4月～6月，富士電視台）- 飾 首席秘書官
- 男人向前走（オトナの男）（1997年7月～9月，TBS）- 飾 野之宮優作
- スズキさんの休息と遍歴（1997年，NHK）
- 上班族刑警（サラリーマン刑事シ）系列（富士電視台）- 飾 武富春彥
  - 上班族刑警 （1998年）
  - 上班族刑警2（1999年）
  - 上班族刑警3（2000年）
  - 上班族刑警4（2004年）
- 新聞女郎（ニュースの女）（1998年，富士電視台）- 飾 工藤海渡 [麻生環的丈夫]（第1話出演）
- 蒲生邸事件（1998年，NHK衛星第2頻道(BS2)）- 飾 平田次郎
- 宇宙浪漫夜（今夜、宇宙の片隅で）（1998年7月～9月]、富士電視台）- 飾 小菅耕介
- 繼母傭人妙管家（あきまへんで!）（1998年10月～12月，TBS）
- 24時間だけの嘘（1999年，TBS）
- TEAM（富士電視台）- 飾 丹波肇
  - TEAM（1999年）
  - TEAM特別篇SP（2000年）
- おいね・父の名はシーボルト（2000年，NHK衛星第2頻道(BS2)）
- 大和拜金女（やまとなでしこ）（2000年，富士電視台）- 飾 佐久間為久
- 奇跡的大逆轉!（奇跡の大逆転!）第2話『史上最悪の客』（2000年，TBS）
- big大作戰（2000年，富士電視台）
- 花瀬ちなつの殺人スクープ 〜京都・大阪・神戸を結ぶ謎〜（2000年，富士電視台）- 飾 倉橋尚輝
- 午前三時のルースター（2000年，朝日電視台）
- 新娘三顆星（嫁はミツボシ。）（2001年，TBS）
- 惡女17歲（R-17）（2001年，朝日電視台）- 飾 矢澤聖司
- 42歲的修學旅行（2001年，NHK）
- 永田町（レッツ・ゴー!永田町）（2001年10月～12月，日本電視台）
- 愛的力量（恋ノチカラ）（2002年1月～3月，富士電視台）- 飾 吉武宣夫
- アパートメント（2002年，BS-i）- 飾 茂倉丈
- 明智小五郎對怪人二十面相（2002年8月27日～，TBS）- 飾 相川
- 心理醫恭介（サイコドクター）（2002年10月～12月，日本電視台）- 飾 八尾警部補
- 鹽烤五花（塩カルビ）（2002年，神奈川電視台）- 飾 常客
- 幕末的名奉行・小栗上野介（またも辞めたか亭主殿〜幕末の名奉行・小栗上野介〜）（2003年，NHK）- 飾 勝海舟
- 愛相隨（いつもふたりで）（2003年1月～3月，富士電視台）
- 女人與男人的故事（女と男と物語）第1話『鏡中的愛人』（2003年，朝日電視台）
- 我的魔法老婆（ぼくの魔法使い）（2003年4月～7月，日本電視台）
- 歡迎來高原（高原へいらっしゃい）（2003年7月～9月，TBS）- 飾 若月誠
- 獅子老師（ライオン先生）（2003年10月13日～，讀賣電視台制作、日本電視台）- 飾 高村京介
- 致命一夜情（彼女が死んじゃった。）（2004年，日本電視台）- 飾 蒲田資雄
- 人生好棒（ワンダフルライフ）（2004年，富士電視台）- 飾 伊佐山保
- 實錄離婚必勝電視劇 離婚個人生活指導員・轟木祥子1（実録離婚必勝ドラマ 離婚カウンセラー・轟木祥子1）（2004年，富士電視台）
- 小南的迷你情人（南くんの恋人）（2004年，朝日電視台）- 飾 南謙一
- 相棒Season3（2004年，朝日電視台）- 飾 鹿手袋啓介
- 家裁之人（家裁の人）（2004年，TBS）- 飾 裁判所長・照葉
- 温泉へ行こうスペシャル 世界で一番長い24時間（2004年，TBS）- 飾 青木
- 弟（2004年，朝日電視台）
- 德川綱吉 被稱為犬的男人（徳川綱吉 イヌと呼ばれた男）（2004年，富士電視台）- 飾 堀田正俊
- 飆風引擎（エンジン）第2話（2005年，富士電視台）- 飾 廣告主・後藤（第2話出演）
- 急症群英（救命病棟24時）第3期最終話（2005年，富士電視台）- 飾 患者（第11集友情出演）
- 火曜サスペンス劇場特別企画 「歌舞伎役者 中村歌留多」（2005年，日本電視台）- 飾 中村侘助
- プロポーズ 世界で一番幸せな言葉 episode1 「火消しの恋」（2005年，日本電視台）
- 黑色筆記本特別篇SP～白之闇（黒革の手帖スペシャル〜白い闇）（2005年，朝日電視台） - 青森縣縣警部・北見和行
- 零的彼方～THE WINDS OF GOD（零のかなたへ〜THE WINDS OF GOD〜）（2005年，朝日電視台）
- 蓮丈那智フィールドファイル1 『凶笑面』（2005年，富士電視台）- 飾 神崎教務課長
- 熟年離婚（2005年10月～12月，朝日電視台）- 飾 小林善三
- 菊次郎和紗希（菊次郎とさき） 第2部（2005年8月，朝日電視台）- 飾 小偷
- 搜查檢察官・千草泰輔事件檔案 紅色組曲（捜査検事・千草泰輔の事件ファイル 赤の組曲）- 飾 千草泰輔
- 圈套（TRICK）特別篇SP（2005年，朝日電視台） - 飾 大柴邦夫
- おかしなふたり（2006年，富士電視台） - 擔任旁白
- 小護士當家（Ns'あおい）（2006年，富士電視台）- 飾 田所義男
- パソコンテレビGyaO 歌で逢いましょう（2006年，USEN）
- 她們的選擇（ウーマンズ・アイランド〜彼女たちの選択〜）（2006年，日本電視台）
- 報道特別ドラマスペシャル『生と死を分けた理由…“アース・クエイク”平成18年春・東京大震災』（2006年，日本電視台）- 飾 兒山謙一郎
- 謝謝你許多的愛（たくさんの愛をありがとう）（2006年，日本電視台）
- 美味求婚（おいしいプロポーズ）（2006年，TBS）- 飾 大河內民雄
- 交響情人夢（のだめカンタービレ）（2006年，富士電視台）- 飾 谷岡肇
- 名探偵柯南～給工藤新一的挑戰狀（名探偵コナン10周年ドラマスペシャル「工藤新一への挑戦状〜さよならまでの序章（プロローグ）〜」）（2006年，日本電視台）- 飾 目暮十三
- 華麗一族（華麗なる一族）（2007年，[[TBS）- 飾 阪神特殊製鋼‧錢高常務
- 老婆這週要出牆（今週、妻が浮気します）（2007年，富士電視台）- 飾 至寶勝
- 柳生十兵衛七番勝負 最後之鬥（柳生十兵衛七番勝負 最後の闘い）（2007年，NHK）- 飾 德川賴宣
- 駅弁刑事・神保徳之助1～4（2007年～2010年，TBS）- 飾 警視廳刑事部長‧澤本紀彥
- 考試之神（受験の神様）（2007年，日本電視台）- 飾 天木茂雄
- 去年ルノアールで（2007年，東京電視台）- 飾 店員A
- 壽司王子（スシ王子!）（2007年，朝日電視台）- 飾 一柳鱒太郎（第3話～）
- 勉強していたい（2007年，NHK）- 飾 九鬼勝
- 美ら海からの年賀状（2007年，富士電視台）- 飾 島袋紀夫（特別出演）
- 佐佐木之戰（佐々木夫妻の仁義なき戦い）（2008年，TBS）- 飾 蝶野清
- 愛馬物語（2008年5月，富士電視台）- 飾 獸醫
- 料理仙姬（おせん）（2008年，日本電視台）- 飾 龍（第3話出演）
- 女教師探偵・西園寺リカの殺人ノート（2008年5月19日，TBS）- 飾 津田校長
- CHANGE（2008年，富士電視台）- 飾 百坂哲也
- 樂透3億2千萬円的中獎男人（ロト6で3億2千万円当てた男）（2008年，朝日電視台與ABC共同制作） - 吉村博之
- the波乗りレストラン（2008年11月1日～11月9日，日本電視台）- 飾 長塚日出夫
- 忠臣蔵 音無しの剣（2008年12月，朝日電視台）- 飾 柳澤吉保
- 超人ウタダ（2009年，WOWOW）- 飾 樺島恭平
- 松本清張生誕100年特別企画『黒の奔流』（2009年3月4日，東京電視台）- 飾 屋代刑警
- 裁判員制度電視劇 『家族 ～あなたに死刑が宣告できますか？』～（2009年5月，TBS）- 飾 牧田孝一郎
- 裁判員制度電視劇 『二重裁判』（2009年6月，TBS） - 木島一雄
- カイドク〜都市伝説の暗号ミステリー〜（2009年6月30日，關西電視台）- 飾 東京都知事‧桐生大樹
- 官僚的夏天（官僚たちの夏）（2009年，TBS）- 飾 丸尾要
- 俠義看護（任侠ヘルパー）(2009年，富士電視台）- 第1話聲音出演
- 隠蔽指令（2009年，WOWOW）- 飾 羽根田修造
- 科搜研之女特別篇SP（科捜研の女スペシャル）（2010年3月18日，朝日電視台）
- いじわるばあさん（2010年，富士電視台）
- 女刑警瑞希特別篇SP（女刑事みずきスペシャル）（2010年6月，朝日電視台）- 飾 刑警‧白根弘
- 我家的「地震」奮鬥記續集～救爺爺和姊姊！～ （2010年7月，NHK綜合）
- 警視庁機動捜査隊216長い夜（2010年7月19日，TBS）- 飾 新聞記者‧土居健作
- 電撃婚 Perfume of love（2010年8月，BeeTV）
- 懸崖邊的繪里～世上最重要的「金錢」故事～（崖っぷちのエリー〜この世でいちばん大事な「カネ」の話〜）第6話（2010年8月20日，朝日電視台和ABC共同制作）- 飾 大貫憲太郎（第6話出演）
- ミナミの帝王（2010年9月，關西電視台）- 飾 朝倉順一
- 獸醫杜立德（獣医ドリトル）（2010年10月，TBS）- 飾 六田一郎（第1話出演）
- 檢察官‧鬼島平八郎（検事・鬼島平八郎）（2010年，朝日電視台與ABC共同制作）- 飾 武藤伸司 巡查
- 教我愛的一切（大切なことはすべて君が教えてくれた）（2011年1月，富士電視台）- 飾 中西佳史
- いじわるばあさん3（2011年1月28日，富士電視台）- 飾 伊地割茂
- Dr.伊良部一郎 （2011年1月，朝日電視台）- 飾 狩野誠司（第1話出演）
- 告發～國選辯護人 （2011年2月24日・3月3日，朝日電視台）- 飾 柳田淳朗（第7、8話出演）
- 土曜ワイド劇場　拘置所の女医（2011年3月5日，朝日電視台）- 飾 小山誠二
- 土曜ワイド劇場 愛と死の境界線-隣人との悲しき争い-（2011年3月26日，朝日電視台）- 飾 牧橋哲夫
- 醫療搜查官財前一二三（2011年5月13日，富士電視台）- 飾 五十嵐鞘次郎
- 高中生餐廳（2011年6月，日本電視台）- - 飾 星野重雄（第6話出演）
- IS性别不明 （2011年7月 - 9月，東京電視台）
- 砂之器（2011年9月10日・11日，朝日電視台）- 飾 田島警部
- 最强音符為了再次重逢之日（2011年9月24日，BS富士）- 飾 面試官一
- 我們的星塵之舞 （2011年10月6日，東京電視台） - 飾 江藤俊
- 境遇（2011年12月3日，ABC）- 飾 宮下浩平
- 醫療搜查官財前一二三2（2011年12月16日，富士電視台）- 飾 五十嵐鞘次郎
- 遺留搜查3（2013年，朝日電視台）- 飾 森田宗介
- 育休刑警（2023年，NHK綜合台）- 飾 久木原武志
- 這個美好世界（2023年，富士電視台）- 飾 安原光顯

### 電影
- 友子的場合（友子の場合）（1996年）
- 八墓村（八つ墓村）（1996年）
- 瀬戸内ムーンライト・セレナーデ（1997年）
- 魔法公主（もののけ姫）（1997年） - 擔任甲六的配音（日語配音版）
- マルタイの女（1997年）- ＊『電影旬報|日本電影旬報獎』最佳男配角，第40回『藍絲帶獎 (電影)|日本藍絲帶獎』最佳男配角，第22回『報知電影賞|報知電影獎』最佳男配角
- 心情直播，不NG（ラヂオの時間）（1997年）- ＊第21回『日本電影金像獎』最佳男配角，第40回『藍絲帶獎 (電影)|日本藍絲帶獎』最佳男配角，第22回『報知電影賞|報知電影獎』最佳男配角
- 哥吉拉2000（ゴジラ2000 ミレニアム）（1999年）- 飾 戰車隊隊長
- お受験（1999年）- 飾 橘要墊長
- 黒い家（1999年）- 飾 菰田重德 　＊第23回日本電影金像獎最佳男配角入圍
- 麻辣教師GTO（1999年）
- 川の流れのように（2000年）
- 田園のユーウツ（2001年）
- 吉卜力斯 episode2（ギブリーズ episode2）（2002年） - 擔任野中的配音
- 香港電影『虎鶴雙形拳』（クン・パオ!燃えよ鉄拳）（2003年） - 聲音的出演（日語配音版）
- 巖流島 -GANRYUJIMA-（2003年）- 飾 佐佐木小次郎
- 天使の牙B.T.A.（2003年）
- NIN×NIN 忍者哈特利 THE MOVIE（2004年）
- 美國動畫電影『鯊魚黑幫』（シャーク・テイル）（2005年） - 聲音的出演（日語配音版）
- 交渉人 真下正義（2005年）- 飾 前主十路
- 不良少年之夢（不良少年の夢）（2005年）
- 裁判員制度~如果你被選上~（裁判員制度～もしもあなたがえらばれたら～）（2005年）- 飾 小林靖雄
- TAKI183（2006年）
- 花田少年史電影版（花田少年史 幽霊と秘密のトンネル）（2006年） 飾 花田大路郎
- 明日的遺言（明日への遺言）（2008年）- 飾 町田秀實
- 功夫小子（カンフーくん）（2008年）- 飾 黒文部大臣
- 相棒劇場版 西洋棋殺人事件（相棒-劇場版-絶体絶命! 42.195km 東京ビッグシティマラソン ）（2008年）- 飾 鹿手袋啓介
- 私は貝になりたい（2008年）- 飾 根本
- 252生存訊號（252 生存者あり）- 飾 小暮秋雄
- 禅 ZEN（2009年）- 飾  浙翁
- 20世紀少年 第2章 最後の希望（2009年）- 飾 七龍的店主
- 不沉的太陽（沈まぬ太陽）（2009年）- 飾 八馬忠次
- Dear Heart-震えて眠れ-（2009年）
- 交響情人夢 最終樂章 前篇/後篇（のだめカンタービレ 最終楽章 前編/後編）（2009年/2010年）- 飾 谷岡肇
- 開鎖王電影版（猿ロックTHE MOVIE）（2010年）- 飾 金井
- 禁室培慾（完全なる飼育 メイド、for you）（2010年）
- 電影版 怪談餐廳 （怪談レストラン）（2010年）- 飾 闇之侍者
- 恋愛戯曲 〜私と恋におちてください。〜（2010年）- 飾 蒲生利夫
- 桜田門外ノ変（2010年）- 飾 野村常之介
- 武士の家計簿（2010年）
- ジーン・ワルツ（2011年）
- ウタヒメ☆（2011年）
- 巴斯克維爾的獵犬 夏洛克劇場版（2022年）- 飾 蓮壁千鶴男

## 外部連結
- 西村雅彥官方網站